# Raïon de Kortkéros
Le raïon de Kortkéros (en russe : Корткеросский район, Kortkerosski raion, en komi : Кӧрткерӧс район, Körtkerös raion) est un raïon de la république des Komis, en Russie.

## Géographie
D'une superficie de 19 748,35 km2, le raïon de Kortkéros est situé au sud de la république des Komis.
Au nord, le raïon de Kortkéros est bordé par le raïon de Kniajpogost, au nord-est par  Oukhta, à l'est par le raïon d'Oust-Koulom, au sud-est par le kraï de Perm, au sud-ouest par le raïon de Koïgorodok et à l'ouest par Syktyvkar et le raïon de Syktyvdin.
Le raïon comprend 18 municipalités rurales : Bogorodsk, Bolchelug, Dodz, Keres, Kortkeros, Madja, Mordino, Namsk, Njobdino, Nivšera, Pezmeg, Podjelsk, Podtybok, Poztykeres, Priozjornyi, Ust-Lektchim, Storojevsk et Vomyn.
Le centre administratif est le village de Kortkéros, qui est à 48 kilomètres de Syktyvkar la capitale de la république des Komis.
Selon le recensement de 2002, 71,7 % des habitants étaient Komis, 22,3 % Russes, 2,4 % Ukrainiens et 0,8 % Biélorusses.
L'économie repose sur l'utilisation des ressources forestières, la production de viande et de lait et la transformation des produits agricoles.
Le journal local Zvezda Étoile) est rédigé en komi et en russe.

## Loktchimlag
L'administration du grand camp de travaux forcés de Loktchimlag a fonctionné entre 1937 et 1941 dans la zone de la municipalité rurale de Pezmeg du raïon de Korkeros, située à l'est du village de Kortkeros.
Les travailleurs forcés étaient particulièrement chargés des travaux forestiers. Plusieurs milliers de ceux qui se sont retrouvés dans le camp sont morts, notamment par manque de nourriture. Aujourd'hui, l'histoire du camp est rappelée, entre autres, sur la carte culturelle de Komi,,,.

## Démographie
La population du raïon de Kortkéros a évolué comme suit:
| 2002   | 2009   | 2011   | 2013   | 2015   |
| ------ | ------ | ------ | ------ | ------ |
| 23 642 | 22 542 | 19 547 | 19 202 | 18 954 |

| 2019   | 2021   | - | - | - |
| ------ | ------ | - | - | - |
| 18 071 | 18 984 | - | - | - |

## Galerie

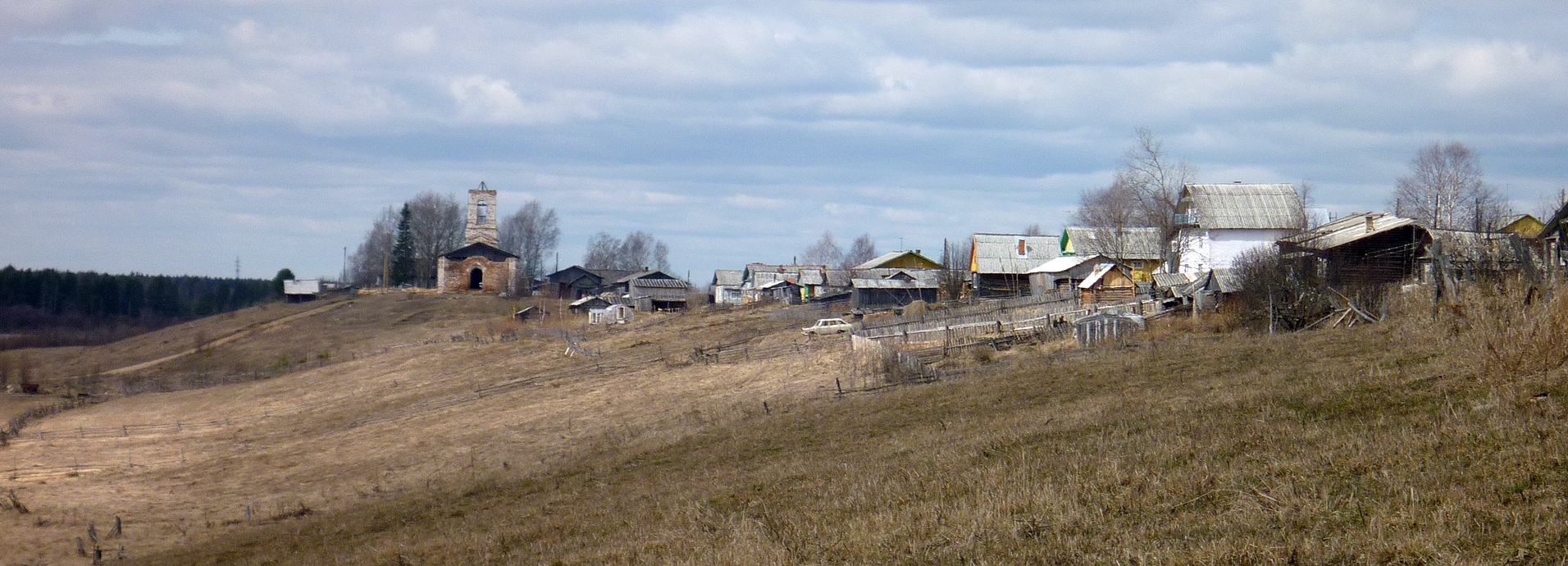
Pezmog.

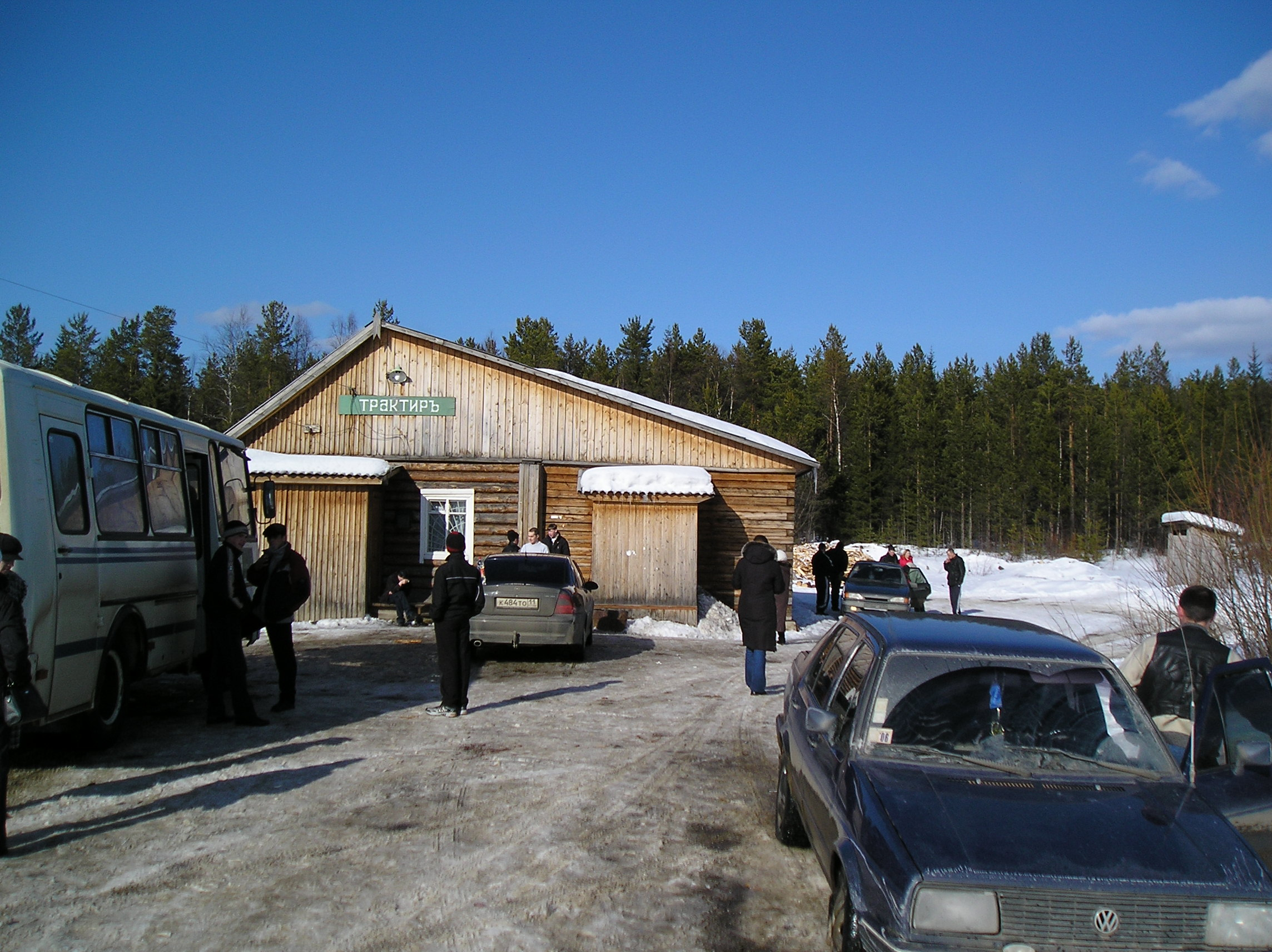
Chemin de la taverne P-26
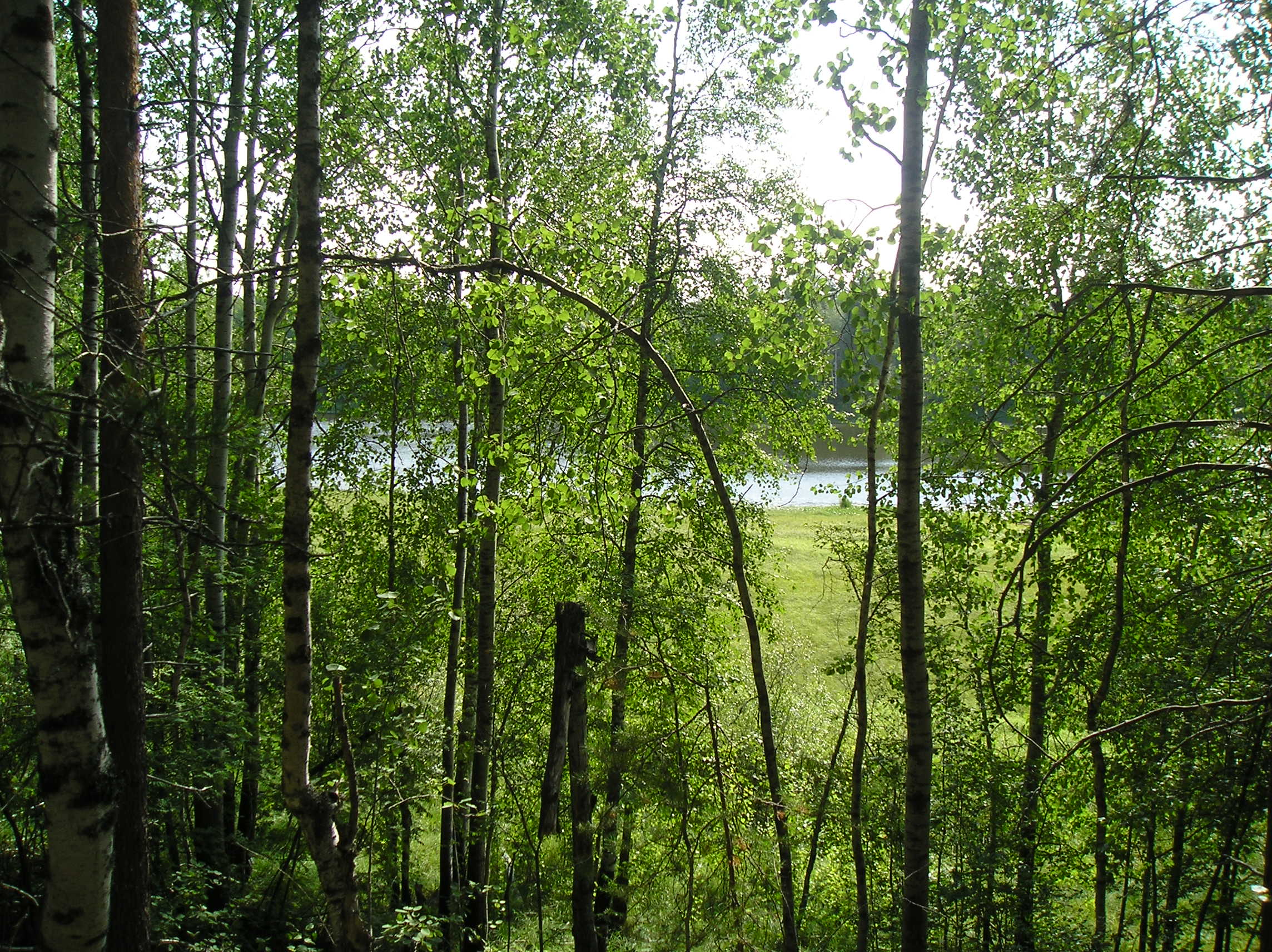